# Cofrentes (kommunhuvudort)
Cofrentes är en kommunhuvudort i Spanien.   Den ligger i provinsen Província de València och regionen Valencia, i den östra delen av landet, 260 km sydost om huvudstaden Madrid. Cofrentes ligger 373 meter över havet och antalet invånare är 948.
Terrängen runt Cofrentes är huvudsakligen kuperad. Cofrentes ligger nere i en dal. Runt Cofrentes är det mycket glesbefolkat, med 7 invånare per kvadratkilometer. Närmaste större samhälle är Ayora, 19,0 km söder om Cofrentes. Omgivningarna runt Cofrentes är i huvudsak ett öppet busklandskap.